# Baron Northbrook

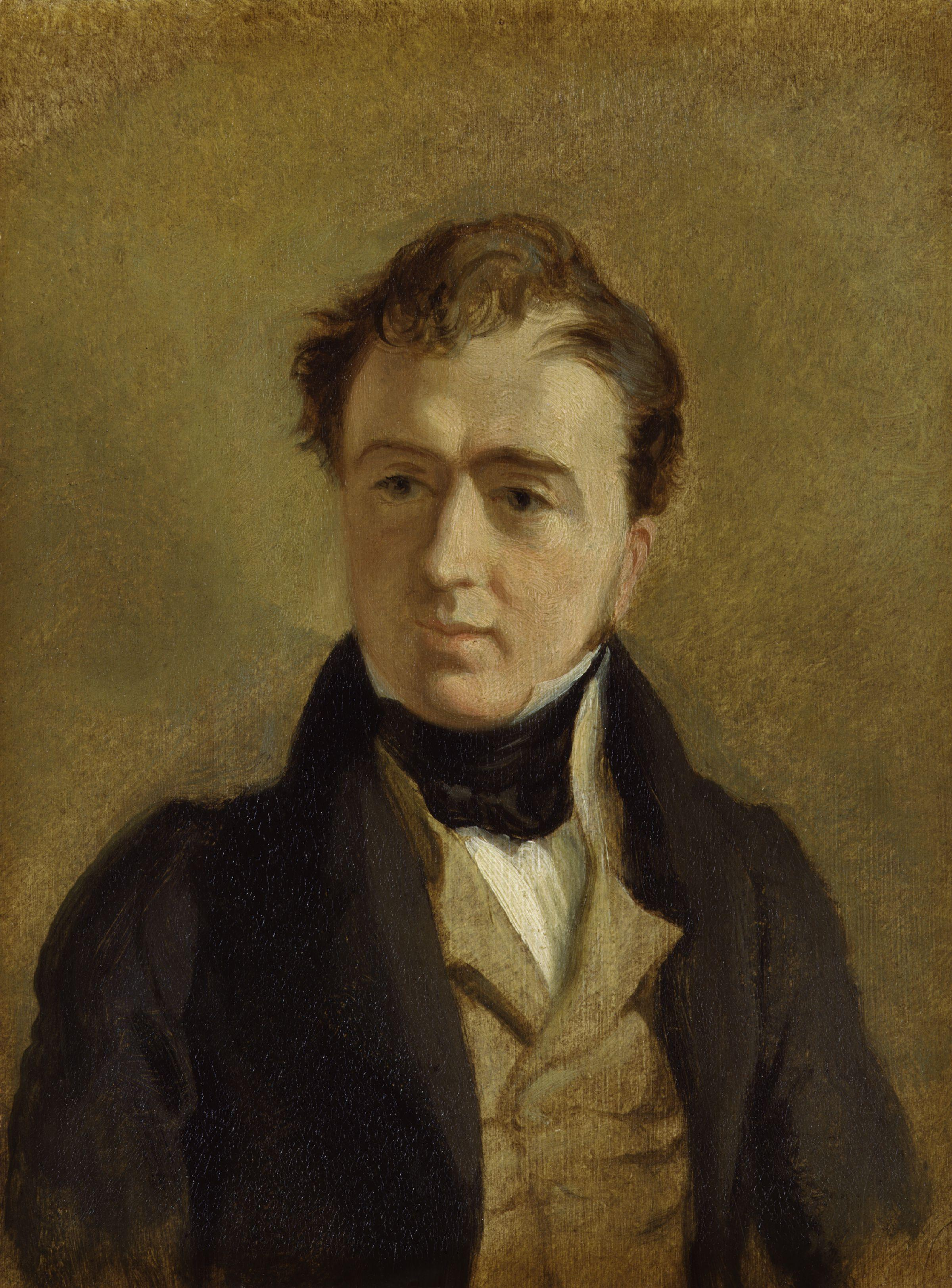
Francis Baring, 1. Baron Northbrook

Baron Northbrook, of Stratton in the County of Southampton, ist ein erblicher britischer Adelstitel in der Peerage of the United Kingdom.
Familiensitz der Barone war bis 1963 Stratton Park in East Stratton, Hampshire. 

## Verleihung
Der Titel wurde am 4. Januar 1866 durch Letters Patent für den liberalen Politiker und Schatzkanzler  Sir Francis Baring, 3. Baronet geschaffen. Er stammte aus der Familie Baring und hatte 1848 von seinem Vater Thomas Baring (1772–1848) den Titel Baronet, of the City of London geerbt, der am 11. Mai 1793 in der Baronetage of Great Britain seinem Großvater Francis Baring (1740–1810) verliehen worden war.
Sein älterer Sohn, der 2. Baron, wurde am 10. Juni 1876 auch zum Earl of Northbrook und Viscount Baring, of Lee in the County of Kent, erhoben. Diese Titel erloschen beim Tod seines Sohnes, des 2. Earls, am 12. Januar 1929. Der Baronstitel fiel an den ältesten Sohn des jüngeren Halbbruders seines Vaters, als 4. Baron. Heutiger Titelinhaber ist seit 1990 dessen Enkel Francis Baring als 6. Baron.

## Liste der Barone Northbrook (1866)
- Francis Baring, 1. Baron Northbrook (1796–1866)
- Thomas Baring, 1. Earl of Northbrook, 2. Baron Northbrook (1826–1904)
- Francis Baring, 2. Earl of Northbrook, 3. Baron Northbrook (1850–1929)
- Francis Baring, 4. Baron Northbrook (1882–1947)
- Francis John Baring, 5. Baron Northbrook (1915–1990)
- Francis Baring, 6. Baron Northbrook (* 1954)

Aktuell existiert für die Baronie kein Titelerbe.